# Pic de Tijuca
Le pico da Tijuca est une montagne culminant à 1 023 m d'altitude dans la forêt de Tijuca, à Rio de Janeiro. Il est le deuxième point le plus élevé de la zone urbaine de Rio de Janeiro après le pico da Pedra Branca.
Le pico da Tijuca est situé au milieu du parc national de la Tijuca et est accessible par un sentier de randonnée circulaire de 10 km de long. Devant le sommet se trouve un escalier de 117 marches directement exposé au soleil. Selon la légende, il a été créé pour le roi belge Albert Ier lors de sa visite à Rio de Janeiro en 1920. Le sommet offre une vue complète à 360 degrés sur la zone urbaine de Rio de Janeiro.

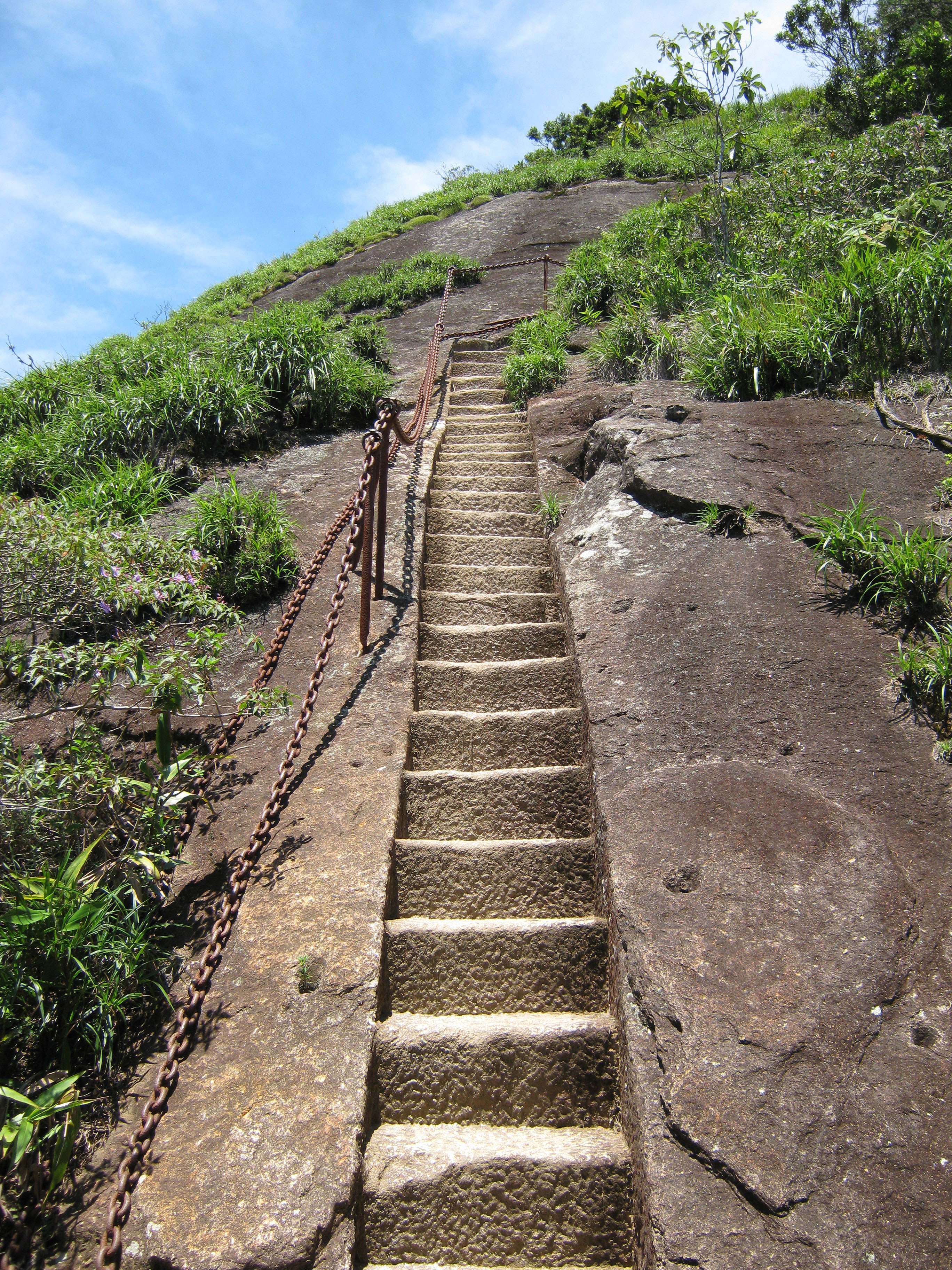
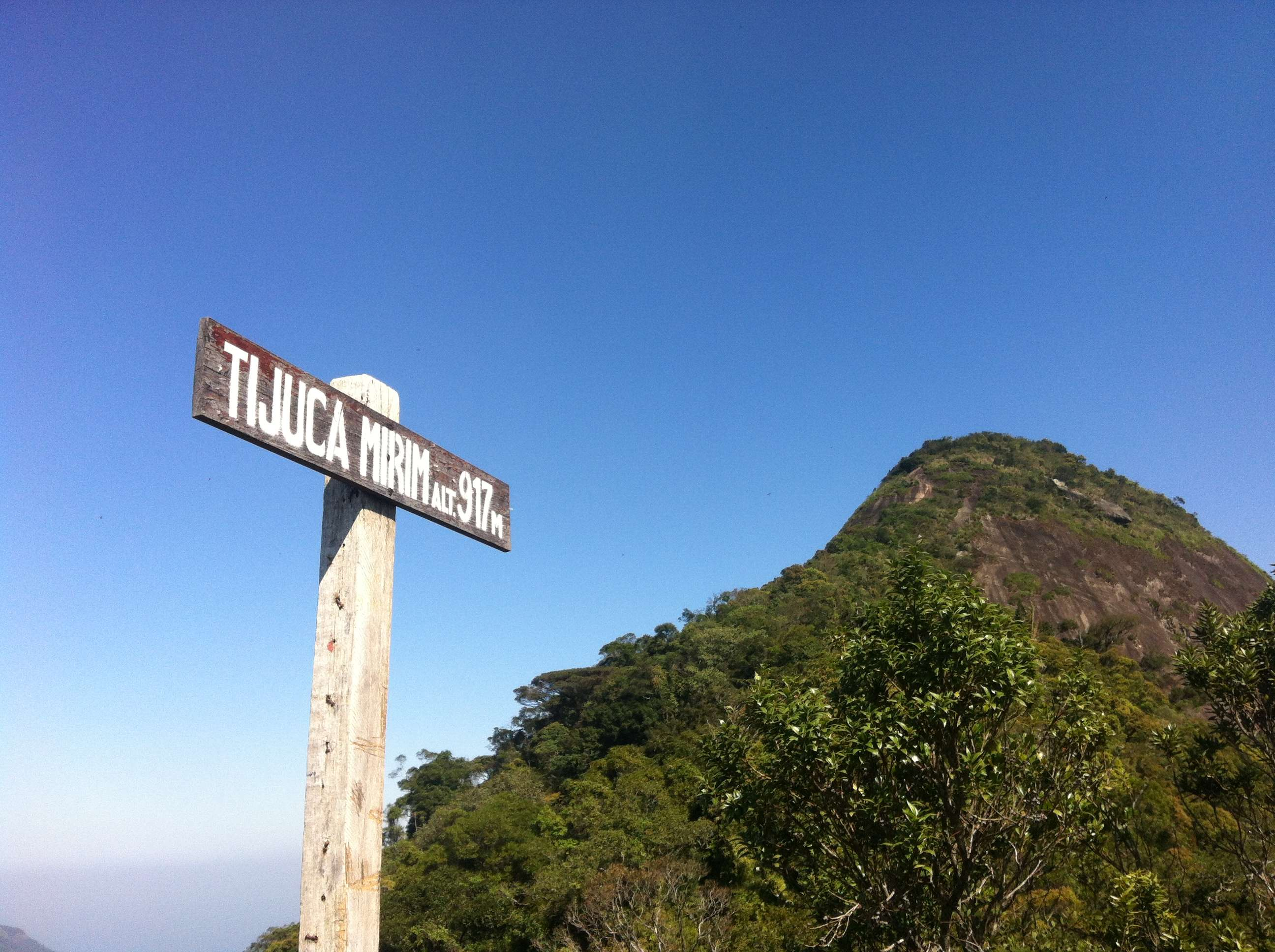